# Alfredo Valdés (Sänger, 1910)
Alfredo Valdés (Alfredo Valdés, Sr.; * 23. März 1910 in Havanna; † 1988 in New York City) war ein kubanischer Sänger und Bandleader.
Der Bruder des Perkussionisten Oscar Valdés (1912–2003) und des Sängers und Bandleaders Vicentico Valdés (1919–1996) trat als Sänger u. a. mit dem Septeto Nacional und dem Orquesta Casino de la Playa sowie mit Tito Puente auf. In den 1950er und 1960er Jahren war er auch als Bandleader aktiv. In dieser Eigenschaft nahm er 1963 das Album Viva Valdés auf. Valdés war mit der Sängerin Ana María Purmuy verheiratet. Auch sein Sohn Alfredito Valdés (Alfredo Valdés, Jr.) wurde als Sänger bekannt.